# 세라 머리
세라 머리 (Sarah Murray)는 대한민국 여자 아이스하키 국가대표팀의 대표감독이다. 미국의 여자 아이스하키 대학교 팀 미네소타-덜루스 불독스의 선수였다. 캐나다의 아이스하키 감독의 딸로 미국 미네소타주에서 태어난 미국과 캐나다의 이중국적자이다.

## 생애

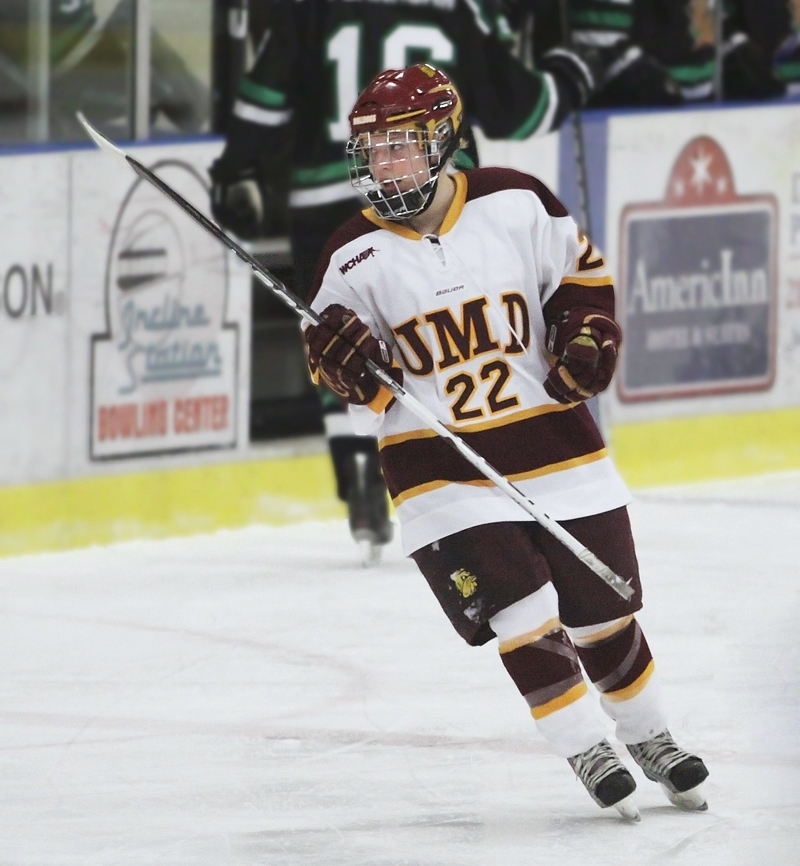
2010년 2월 27일 노스다코타대와의 경기에서 스코어를 따낸 뒤 머레이 선수

1988년 4월 28일 미국 미네소타주 패리볼트에서 태어났다. 아버지는 앤디 머레이, 어머니는 러스 머리로 아버지는 웨스턴 미시건 브론코스 남자팀의 대표코치이자 NHL 세인트루이스 블루스, 로스앤젤레스 킹스 하키팀의 대표코치를 맡은 적이 있었다. 오빠인 브래디 머레이와 조든 역시 하키를 즐겼다. 브래디는 노스다코타 대학교 남자 아이스하키팀 소속으로 2003년 NHL 엔트리 드래프트에서 로스앤젤래스 킹의 5차전 드래프트픽으로 뽑혔다. 조든 역시 위스콘신 배저스 남자 아이스하키팀 소속으로 활동하였다. 이 같은 집안내력으로 머레이는 일찍이 섀턱세인트메리스에서 하키를 배우기 시작했다.
대학 아이스하키팀 소속의 신인시절이던 2007년 WCHA 플레이오프 1차전에서 발목 부상을 당하는 바람에 선수활동에 제약이 생겼지만, 그 이후로 108경기를 뛰었다. 전체 경기수는 153경기로 UMD 동문 중 역대 타이 3위를 기록하였다. 불독스 선수 시절에는 NCAA 디비전 1급 국가선수권대회에도 두 차례 진출하여, 2008년 4번째 우승과 2010년 다섯 번째 우승을 경험하였다.
은퇴 이후에는 미국과 스위스에서 20세 이하 팀을 가르쳤다. 2016년에는 핀란드 비에루매키에서 열린 하이퍼포먼스 캠프 대회에서 피터 스미스, 이바마리아 버워너, 린지 프라이 등과 함께 레드팀의 코치를 맡았다.
2014년 9월, 백지선 남자아이스하키 대표팀 감독의 요청으로 대한민국 여자 아이스하키 국가대표팀 감독으로 부임하여 활동을 시작하였다. 이후 2017년 동계 아시안 게임 아이스하키 경기에서 2승 1무 2패를 기록하여 4위를 기록, 메달권 진입에는 실패했지만 역대 최고 성적은 물론 아시안게임 사상 첫승까지 거머쥐었다. 2018년 동계 올림픽 아이스하키 경기에 대한민국 팀의 출전이 확정되면서 대한민국의 올림픽 대비훈련을 진행하였으나, 2018년 1월 조선민주주의인민공화국 선수들의 엔트리 참가 및 남북 단일팀 성사로 단일팀의 총감독으로 팀을 지휘하게 되었다. 올림픽 이후 2022년 베이징 동계올림픽까지 계약연장을 할 것으로 보인다.

## 경력차트

### NCAA
| 시즌    | 경기 | 골 | 어시 | 포인트 | PIM | GWG | PPG | SHG |
| 2006-07 | 34   | 0  | 2    | 2      | N/A | 0   | 0   | 0   |
| 2007-08 | 39   | 1  | 3    | 4      | 12  | 0   | 0   | 0   |
| 2008-09 | 39   | 0  | 6    | 6      | 6   | 0   | 0   | 0   |
| 2009-10 | 41   | 2  | 4    | 6      | 12  | 0   | 0   | 0   |

## 어워드
- WCHA 스콜라 선수상 (2008)
- WCHA 스콜라 선수상 (2009)
- WCHA 스콜라 선수상 (2010)[7]